# Przystań (przystanek kolejowy)
Przystań – przystanek osobowy w Przystani na linii kolejowej nr 259, w województwie warmińsko-mazurskim, w powiecie węgorzewskim, w Polsce.